# نواف بو عامر
نواف نوح بو عامر لاعب كرة قدم سعودي، يلعب في خط الهجوم في نادي العدالة.

## مسيرة اللاعب
لعب سابقاً في نادي الجيل و انتقل إلى نادي الاتفاق عام 2017 و أعير إلى نادي الخليج في عام 2018 و أعير إلى نادي النجوم في صيف 2019 لمدة موسمين و بعدها انتقل إلى نادي العدالة و بعدها عاد إلى نادي الجيل و بعدها لعب مع نادي هجر وعاد لاحقاً إلى نادي العدالة.

## روابط خارجية
- نواف بو عامر على موقع Soccerway.com (الإنجليزية)
- نواف بو عامر على موقع كووورة